# Festival international du film fantastique de Gérardmer 2021
La 28e édition du festival international du film fantastique de Gérardmer se déroule du 27 janvier au 31 janvier 2021.

## Déroulement et faits marquants
Le 10 décembre 2020, il est révélé qu'en raison des consignes sanitaires liées à la pandémie de Covid-19, le prochain Festival de Gérardmer aura entièrement lieu en ligne,.
Le 18 décembre 2020, il est annoncé que le réalisateur Bertrand Bonello présidera le jury des longs-métrages tandis que l'acteur Pio Marmaï présidera celui des courts-métrages.
Le 26 janvier 2020, il est annoncé que des lives sur Instagram seront tenus durant tous les festivals pour permettre aux réalisateurs des films de la sélection de parler avec les festivaliers.

## Jurys

### Longs métrages
- Bertrand Bonello (président du jury) : réalisateur et scénariste
- Pascal Bonitzer : réalisateur et scénariste
- Lolita Chammah : actrice
- Maxime Chattam : écrivain
- Nora Hamzawi : actrice, chroniqueuse et humoriste
- Camélia Jordana : actrice et chanteuse (absente, prise par l'agenda surchargé lié à la promotion de son dernier album, elle préfère renoncer à sa place de jurée)
- Alexandre Pachulski : entrepreneur et écrivain
- Vimala Pons : actrice
- Gaspard Ulliel : acteur

### Courts métrages
- Pio Marmaï (président du jury) : acteur
- Roxane Duran : comédienne
- Chloé Jouannet : comédienne
- Léo Karmann : réalisateur et scénariste
- Xavier Palud : réalisateur et scénariste
- Sarah Stern : comédienne

## Films en compétitions

### Longs métrages en compétition
- Anything for Jackson de Justin Dyck  Canada
- Boys From County Hell de Chris Baugh  Royaume-Uni
- Host de Rob Savage  Royaume-Uni
- Mosquito State de Filip Jan Rymsza  Pologne
- La Nuée de Just Philippot  France
- Possessor de Brandon Cronenberg  Canada
- Sleep de Michael Venus  Allemagne
- Sweet River de Justin McMillan  Australie
- Teddy de Ludovic Boukherma et Zoran Boukherma  France
- The Cursed Lesson de Kim Ji-han et Juhn Jai-hong  Corée du Sud
- The Other Side de Tord Danielsson et Oskar Mellander  Suède
- The Stylist de Jill Gevargizian  États-Unis

### Courts métrages en compétition
- La Nuit m'appelle de Olivier Strauss  France
- Canines de Abel Danan  France
- T’es morte Hélène de Michiel Blanchart  France
- Sous la mousse de Ollivier Briand  France
- Aquariens de Alice Barsby  France

## Films hors compétition

### Hors compétition
- Archives de Gavin Rothery  Royaume-Uni
- Beauty Water de Kyung-hun Cho  Corée du Sud
- Butchers de Adrian Langley  Canada
- Come True de Anthony Scott Burns  Canada
- Ghosts of War de Eric Bress  Royaume-Uni
- Impetigore de Joko Anwar  Indonésie
- Les Animaux anonymes de Baptiste Rouveure  France
- Sputnik - Espèce inconnue de Egor Abramenko  Russie
- Superdeep de Arseny Syuhin  Russie
- The Dark and the Wicked de Bryan Bertino  États-Unis
- The Mortuary Collection de Ryan Spindell  États-Unis

### Séances spéciales
- Aya et la sorcière de Gorō Miyazaki  Japon
- Grave de Julia Doucournau  France (Cinexpérience SensCritique)

### Nuit décalée
- Cyst de Tyler Russell  États-Unis
- Psycho Goreman de Steven Kostanski  Canada
- Slaxx de Elza Kephart  Canada

### Rétromania
- Chromosome 3 de David Cronenberg  Canada
- Le Loup-garou de Londres de John Landis  Royaume-Uni
- The Addiction de Abel Ferrara  États-Unis
- Xtro de Harry Bromley Davenport  Royaume-Uni

## Palmarès
- Grand Prix : Possessor de Brandon Cronenberg
- Prix du jury : Teddy de Ludovic Boukherma et Zoran Boukherma et Sleep de Michael Venus
- Prix de la meilleure musique originale : Possessor de Brandon Cronenberg
- Prix de la critique : La Nuée de Just Philippot
- Prix du public : La Nuée de Just Philippot
- Prix du jury jeunes : Teddy de Ludovic Boukherma et Zoran Boukherma
- Grand Prix du court métrage : T’es morte Hélène de Michiel Blanchart
- Mention spéciale du jury court métrage : La Nuit m'appelle de Olivier Strauss